# Maurice Tubiana
Maurice Tubiana (Constantina, Argélia, 25 de março de 1920 – Paris, 24 de setembro de 2013) foi um biologista e oncologista francês.
Foi membro da Académie nationale de médecine, foi também membro da Académie des Sciences, a partir de 6 de junho de 1988.